# Jana Azizi

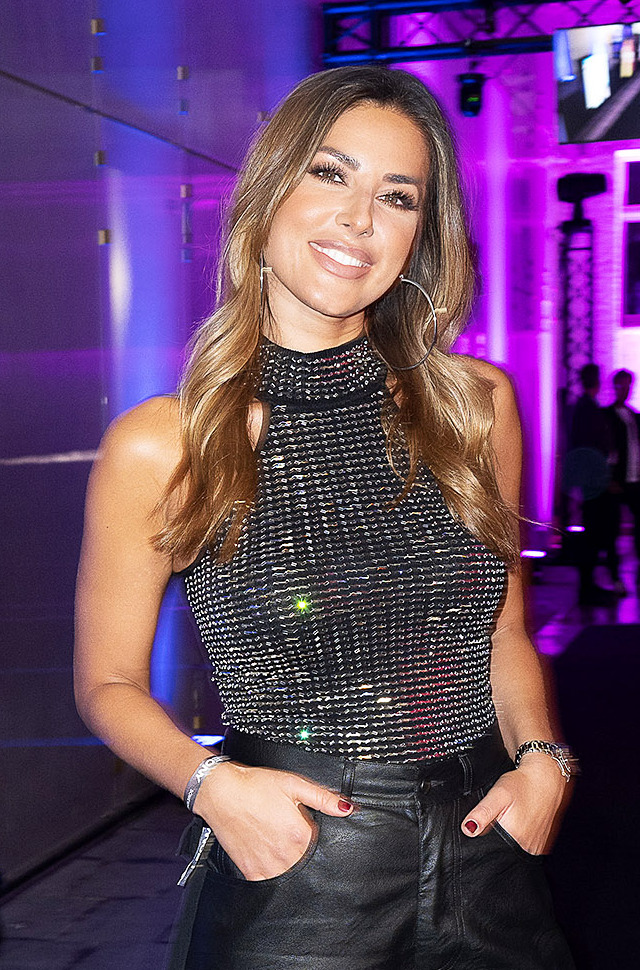
Jana Azizi (2023)

Jana Azizi (* 1. März 1989 in Kiew, Ukrainische SSR, Sowjetunion, bürgerlich Jana Ackermann) ist eine deutsche Fernsehmoderatorin.

## Leben und Karriere
Azizi kam 1992 mit ihren Eltern und ihrer älteren Schwester aus der Ukraine nach Deutschland; sie hat afghanische Wurzeln. Azizi wuchs in Mainz auf, wo sie 2008 ihr Abitur machte. Anschließend folgte bis 2011 in einer Düsseldorfer Werbeagentur eine Berufsausbildung zur Kauffrau für Marketingkommunikation. Von 2011 bis 2016 absolvierte sie ein Bachelor-Studium in Betriebswirtschaftslehre an der Hochschule Mainz. Während ihres Studiums arbeitete sie für den SWR in der Sportredaktion und war für diesen unter anderem auch als Reporterin tätig. Von 2016 an besuchte sie eine Moderatorenschule. Von März 2017 bis Januar 2020 moderierte sie die Sky Sport News und agierte dort auch in der Redaktion. Des Weiteren arbeitet sie als Curvy-Model.
Im Januar 2020 wurde der Wechsel von Azizi zu RTL bekanntgegeben. Dort moderierte sie von März 2020 bis 2021 gelegentlich die Sportnachrichten bei RTL aktuell. Im gleichen Jahr moderierte sie vertretungsweise das ehemalige RTL-Morgenmagazin Guten Morgen Deutschland sowie von 2020 bis 2021 das RTL-Mittagsjournal Punkt 12.
Im Oktober 2020 trat Azizi die Nachfolge von Jennifer Knäble als Moderatorin der n-tv-Sendung Deluxe an und moderierte ab Januar 2021 vertretungsweise Extra – Das RTL-Magazin. Von August 2021 bis Juni 2024 war sie neben Elena Bruhn Hauptmoderatorin von Explosiv – Das Magazin sowie des Ablegers Explosiv Stories.

### Privates
Azizi machte im Jahr 2019 in Indien eine Ausbildung zur Yogalehrerin und leitet seit 2022 Yoga-Kurse im kroatischen Split.
Im September 2022 nahm Azizi beim Ironman 70.3 Cozumel in Mexiko teil und beendete den Triathlon (1,9 km Schwimmen, 90 km Radfahren und 21,1 km Laufen) in einer Gesamtzeit von 6:17:22 Stunden.
Sie war bis 2016 mit dem Fußballtrainer Martin Schmidt liiert. Ab März 2020 lebte Azizi in Köln. Von August 2020 bis August 2021 war sie in einer Beziehung mit dem Tennisspieler Andreas Mies. Ab September 2021 war sie mit dem Triathleten Johann Ackermann liiert, den sie im September 2023 heiratete. Mitte 2024 zogen sie nach Mallorca, im März 2025 wurde die Trennung bekannt.

## Fernsehauftritte

### Moderation
- 2017–2020: Sky Sport News (Sky)
- 2020: Guten Morgen Deutschland (RTL, Vertretung)
- 2020–2021: Punkt 12 (RTL, Vertretung)
- 2020–2024: Deluxe (n-tv)
- 2020–2021: RTL aktuell – Moderation Sport (RTL)
- 2021–2024: Extra – Das RTL Magazin (RTL, Vertretung)
- 2021–2024: Explosiv – Das Magazin (RTL)
- 2021–2023: Explosiv Stories (RTL)

### Gastauftritte
- 2020: Die 25 … (RTL, Kommentar)
- 2022: Der unfassbar schlauste Mensch der Welt (RTL, Jurymitglied)